# Joseph Vandevelde
Joseph Vandevelde, né à Mouscron le 18 mars 1880 et y décédé le 28 octobre 1962 fut un homme politique belge, membre du parti ouvrier belge et ensuite du BSP.

## Biographie
Charpentier de son état, Vandevelde fut dès ses 14 ans membre de la Jeune Garde socialiste (1894). Il fut secrétaire de la coopérative La Fraternelle (1905). Après guerre, il fut membre du comité de la fédération d'arrondissements Courtrai-Mouscron du parti ouvrier belge (1923-1924).

Il fut élu conseiller communal (1911-58) et fut bourgmestre de Mouscron (1921-1938 et 1952-1958); élu député de l'arrondissement Courtrai-Mouscron (1919-49).

Il fut aussi président du Crédit Communal de Belgique et administrateur de l'assureur socialiste SMAP.

## Sources
- sa Bio sur ODIS